# Somos (álbum de Eros Ramazzotti)
Noi, también llamado Somos en su versión en español, es el nombre del duodécimo álbum de estudio grabado por el cantautor italiano Eros Ramazzotti. Fue lanzado al mercado el 20 de noviembre de 2012 por el sello discográfico Universal Music Latino.

## Lista de canciones

### Noi
| N.º | Título                                     | Escritor(es)                                                   | Duración |  |
| 1.  | «Noi»                                      | Eros Ramazzotti, Luca Chiaravalli, Saverio Grandi              | 3:53     |  |
| 2.  | «Un angelo disteso al sole»                | Ramazzotti, Chiaravalli, Grandi                                | 3:24     |  |
| 3.  | «Questa nostra stagione»                   | Ramazzotti, Chiaravalli, Grandi                                | 3:37     |  |
| 4.  | «Io sono te» (con Giancarlo Giannini)      | Ramazzotti, Chiaravalli, Lara Pagin, Andrea Bonomo, Grandi     | 3:32     |  |
| 5.  | «Fino all'estasi» (con Nicole Scherzinger) | Ramazzotti, Chiaravalli, Anthony Preston, Carlo Rizoli, Grandi | 3:45     |  |
| 6.  | «Abbracciami»                              | Ramazzotti, Chiaravalli, Grandi                                | 3:16     |  |
| 7.  | «Balla solo la tua musica»                 | Ramazzotti, Chiaravalli, Grandi                                | 3:50     |  |
| 8.  | «Infinitamente»                            | Ramazzotti, Chiaravalli, Bonomo, Grandi                        | 3:47     |  |
| 9.  | «Polaroid»                                 | Ramazzotti, Chiaravalli, Grandi                                | 3:33     |  |
| 10. | «Sotto lo stesso cielo»                    | Ramazzotti, Chiaravalli, Grandi, Bonomo                        | 3:40     |  |
| 11. | «Una tempesta di stelle»                   | Ramazzotti, Chiaravalli, Grandi                                | 3:51     |  |
| 12. | «Testa o cuore» (con Club Dogo)            | Ramazzotti, Chiaravalli, Grandi, Bonomo, Cosimo Fini           | 4:05     |  |
| 13. | «Così» (con Il Volo)                       | Ramazzotti, Chiaravalli                                        | 4:17     |  |
| 14. | «Solamente uno» (con Hooverphonic)         | Ramazzotti, Chiaravalli, Bonomo, Alex Callier                  | 3:06     |  |

### Somos
| N.º | Título                                      | Escritor(es)                                                          | Duración |  |
| 1.  | «Ahora somos»                               | Ramazzotti, Chiaravalli, Saverio Grandi, Mila Ortiz Martin            | 3:53     |  |
| 2.  | «Un ángel como el sol tú eres»              | Ramazzotti, Chiaravalli, Grandi, Ortiz                                | 3:24     |  |
| 3.  | «Este tiempo tan nuestro»                   | Ramazzotti, Chiaravalli, Grandi, Ortiz                                | 3:37     |  |
| 4.  | «Yo soy tú» (con Andy García)               | Ramazzotti, Chiaravalli, Grandi, Ortiz, Lara Pagin                    | 3:32     |  |
| 5.  | «Hasta el éxtasis» (con Nicole Scherzinger) | Ramazzotti, Chiaravalli, Anthony Preston, Carlo Rizoli, Grandi, Ortiz | 3:45     |  |
| 6.  | «Abrázame»                                  | Ramazzotti, Chiaravalli, Grandi, Ortiz                                | 3:16     |  |
| 7.  | «Baila solo con tu música»                  | Ramazzotti, Chiaravalli, Grandi, Ortiz                                | 3:50     |  |
| 8.  | «Amigo mío»                                 | Ramazzotti, Chiaravalli, Bonomo, Grandi, Ortiz                        | 3:47     |  |
| 9.  | «Dos minutos»                               | Ramazzotti, Chiaravalli, Grandi, Ortiz                                | 3:33     |  |
| 10. | «Bajo el mismo cielo»                       | Ramazzotti, Chiaravalli, Bonomo, Grandi, Ortiz                        | 3:40     |  |
| 11. | «Una tormenta de estrellas»                 | Ramazzotti, Chiaravalli, Grandi, Ortiz                                | 3:51     |  |
| 12. | «Testa o cuore» (con Club Dogo)             | Ramazzotti, Chiaravalli, Grandi, Bonomo, Cosimo Fini                  | 4:05     |  |
| 13. | «Así» (con Il Volo)                         | Ramazzotti, Chiaravalli, Ortiz                                        | 4:17     |  |
| 14. | «Uno más» (con Hooverphonic)                | Ramazzotti, Chiaravalli, Bonomo, Alex Callier, Ortiz                  | 3:06     |  |

## Posicionamiento en las listas musicales
| Chart (2012-13)                 | Peak position |
| ------------------------------- | ------------- |
| Austrian Albums Chart           | 2             |
| Belgian Albums Chart (Flanders) | 3             |
| Belgian Albums Chart (Wallonia) | 3             |
| Croatian Albums Chart           | 3             |
| Czech Albums Chart              | 12            |
| Danish Albums Chart             | 27            |
| Dutch Albums Chart              | 14            |
| French Albums Chart             | 22            |
| German Albums Chart             | 7             |
| Greek Albums Chart              | 12            |
| Hungarian Albums Chart          | 14            |
| Italian Albums Chart            | 1             |
| Mexican Albums Chart            | 33            |
| Polish Albums Chart             | 40            |
| Spanish Albums Chart            | 6             |
| Swedish Albums Chart            | 9             |
| Swiss Albums Chart              | 2             |
| Latin Pop Albums                | 12            |
| Top Latin Albums                | 40            |

## Certificaciones y ventas
| País      | Organismo Certificador | Certificación | Ventas  | Ref.   |
| --------- | ---------------------- | ------------- | ------- | ------ |
| Italia    | FIMI                   | 4x Platino    | 240 000 | [ 23 ] |
| Alemania  | IFPI - Alemania        | Oro           | 100 000 | [ 24 ] |
| Venezuela | AVINPRO                | Oro           | 5 000   | [ 25 ] |
| España    | PROMUSICAE             | Oro           | 20 000  | [ 26 ] |
| Suiza     | IFPI - Suiza           | Oro           | 7 500   | [ 27 ] |
| Hungría   | IFPI - Hungría         | Oro           | 3 000   | [ 28 ] |
| Austria   | IFPI - Austria         | Oro           | 10 000  | [ 29 ] |
| Bélgica   | BEA                    | Oro           | 15 000  | [ 30 ] |